# منتخب روسيا لهوكي الجليد للناشئين
منتخب روسيا لهوكي الجليد للناشئين (بالروسية: Молодёжная сборная России по хоккею с шайбой)‏ هو ممثل روسيا الرسمي في المنافسات الدولية في هوكي الجليد للناشئين
.